# FK Město Albrechtice

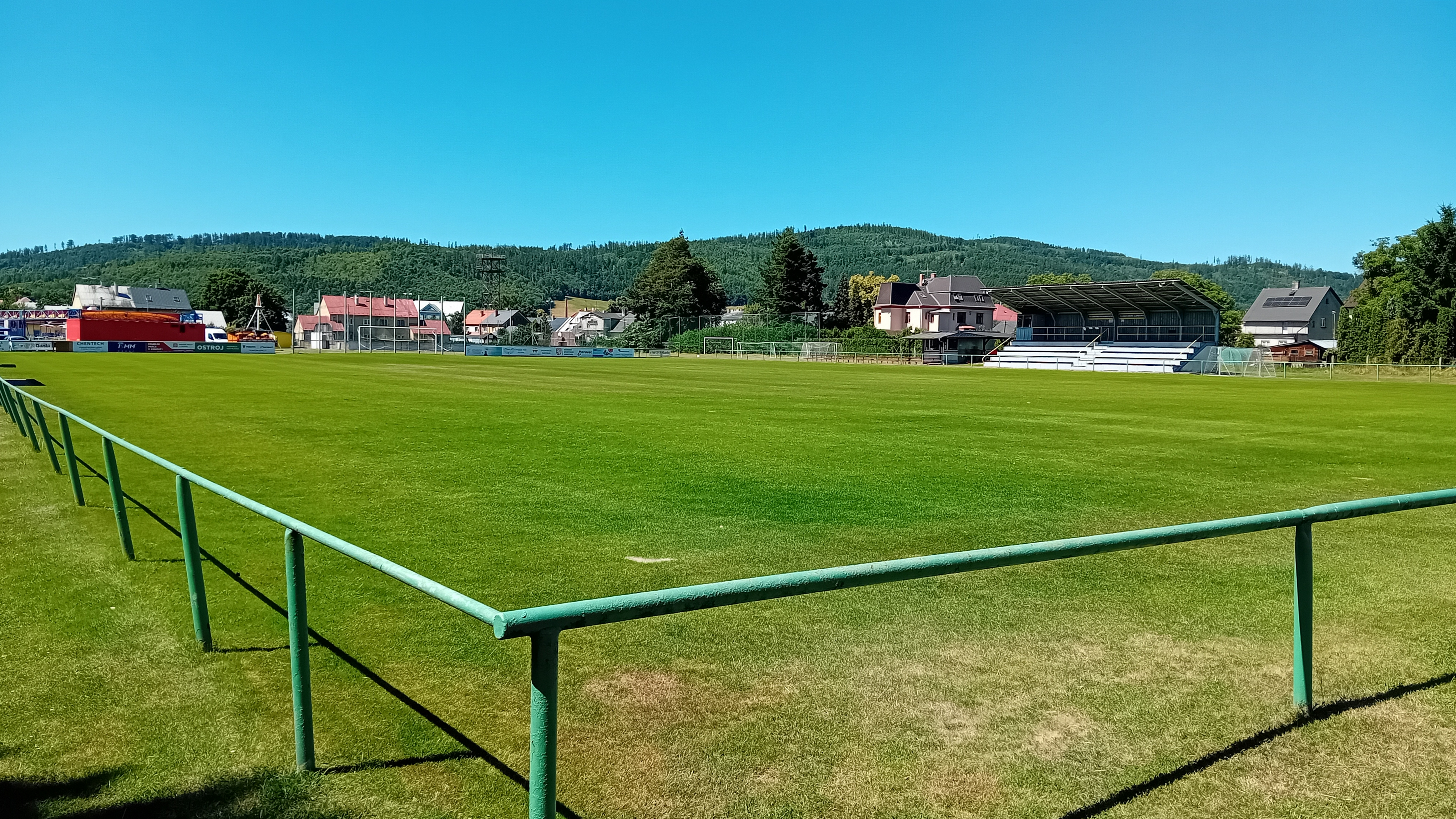
Fotbalový stadion

FK ISMM Město Albrechtice je český fotbalový klub z Města Albrechtic v okrese Bruntál, který byl založen roku 1946. Klubovými barvami jsou žlutá a černá. Od sezony 2022/23 hraje I. A třídu Moravskoslezského kraje – sk. A (6. nejvyšší soutěž). Od sezony 2024/25 hraje Přebor Moravskoslezského kraje ( 5.nejvyšší soutěž)

## Nedávná historie klubu
V sezoně 1992/93 klub postoupil ze 2. místa Hanáckého župního přeboru (vítězem bylo mužstvo VTJ Hranice) do Divize E a nastalo nejúspěšnější období klubu, kdy se ve Městě Albrechticích nepřetržitě po šestnáct let hrála divizní soutěž (1993/94 – 2008/09). Na konci sezony 2008/09 klub přenechal svoje divizní místo Opavě a od sezony 2009/10 startoval v Okresním přeboru Bruntálska. Od sezony 2011/12 hraje I. B třídu Moravskoslezského kraje – sk. A (7. nejvyšší soutěž). Od sezony 2022/23 hraje I.A třídu Moravskoslezského kraje – sk. A (6. nejvyšší soutěž ).
 od sezony 2024/25 hraje Přebor Moravskoslezského kraje ( 5. nejvyšší soutěž ).

## Odchovanci
Nejznámějším odchovancem klubu je Jaroslav Zápalka, bývalý prvoligový brankář Vítkovic (mistr ligy 1985/86) a rakouského Kremser SC. Dále k nim patří Leonidas Pavlidis (druholigový hráč VOKD Poruba v 80. letech), René Formánek (prvoligový hráč), Gustav Santarius st. (prvoligový rozhodčí) a Antonín Mura (fotbalový trenér). Rodáky z Města Albrechtic, kteří zde začali s fotbalem, jsou rovněž bývalý policejní prezident Tomáš Tuhý či bývalý řecký reprezentant Loukas Vyntra (narozen jako Lukáš Vydra). Gustav Santarius ml. (prvoligový rozhodčí ) 

## Historické názvy
Zdroj: 
- 1946 – SK Město Albrechtice (Sportovní klub Město Albrechtice)
- 1948 – Slavoj Město Albrechtice
- 196x – TJ Dakon Město Albrechtice (Tělovýchovná jednota Dakon Město Albrechtice)
- 1991 – FK Město Albrechtice (Fotbalový klub Město Albrechtice)
- 1991 – FK ARTEP Město Albrechtice (Fotbalový klub ARTEP Město Albrechtice)
- 2000 – FK Avízo Město Albrechtice (Fotbalový klub Avízo Město Albrechtice)
- 2024 – FK ISMM Město Albrechtice (Fotbalový klub ISMM Město Albrechtice )

## Umístění v jednotlivých sezonách
Stručný přehled
- 1979–1986: I. B třída Severomoravského kraje – sk. ?
- 1986–1991: I. A třída Severomoravského kraje – sk. ?
- 1991–1993: Hanácký župní přebor
- 1993–2009: Divize E
- 2009–2011: Okresní přebor Bruntálska
- 2011–2022: I. B třída Moravskoslezského kraje – sk. A
- 2022–2025: I. A třída Moravskoslezského kraje – sk. A
- 2025–: Přebor Moravskoslezského kraje

Jednotlivé ročníky
Legenda: Z – zápasy, V – výhry, R – remízy, P – porážky, VG – vstřelené góly, OG – obdržené góly, +/- – rozdíl skóre, B – body, červené podbarvení – sestup, zelené podbarvení – postup, fialové podbarvení – reorganizace, změna skupiny či soutěže
| Československo (1979 – 1993) |                                            |        |    |    |    |    |    |    |      |    |        |
| Sezóny                       | Liga                                       | Úroveň | Z  | V  | R  | P  | VG | OG | +/-  | B  | Pozice |
| 1979/80                      | I. B třída Severomoravského kraje – sk. ?  | 6      | 22 | 9  | 3  | 10 | 28 | 30 | −2   | 21 | 6.     |
| 1980/81                      | I. B třída Severomoravského kraje – sk. ?  | 6      | 26 | 11 | 2  | 13 | 46 | 45 | +1   | 24 | 10.    |
| 1981/82                      | I. B třída Severomoravského kraje – sk. ?  | 7      | 26 | 8  | 4  | 14 | 37 | 49 | −8   | 20 | 11.    |
| 1982/83                      | I. B třída Severomoravského kraje – sk. ?  | 7      | …  | …  | …  | …  | …  | …  | …    | …  |        |
| 1983/84                      | I. B třída Severomoravského kraje – sk. ?  | 7      | …  | …  | …  | …  | …  | …  | …    | …  |        |
| 1984/85                      | I. B třída Severomoravského kraje – sk. ?  | 7      | …  | …  | …  | …  | …  | …  | …    | …  |        |
| 1985/86                      | I. B třída Severomoravského kraje – sk. ?  | 7      | …  | …  | …  | …  | …  | …  | …    | …  |        |
| 1986/87                      | I. A třída Severomoravského kraje – sk. ?  | 6      | …  | …  | …  | …  | …  | …  | …    | …  | 7.     |
| 1987/88                      | I. A třída Severomoravského kraje – sk. ?  | 6      | …  | …  | …  | …  | …  | …  | …    | …  | 8.     |
| 1988/89                      | I. A třída Severomoravského kraje – sk. ?  | 6      | …  | …  | …  | …  | …  | …  | …    | …  | 11.    |
| 1989/90                      | I. A třída Severomoravského kraje – sk. ?  | 6      | …  | …  | …  | …  | …  | …  | …    | …  | 9.     |
| 1990/91                      | I. A třída Severomoravského kraje – sk. ?  | 6      | …  | …  | …  | …  | …  | …  | …    | …  |        |
| 1991/92                      | Hanácký župní přebor                       | 5      | 26 | 10 | 7  | 9  | 32 | 25 | +7   | 27 | 5.     |
| 1992/93                      | Hanácký župní přebor                       | 5      | 26 | 17 | 6  | 3  | 42 | 37 | +5   | 40 | 2.     |
| Česko (1993 – )              |                                            |        |    |    |    |    |    |    |      |    |        |
| Sezóna                       | Liga                                       | Úroveň | Z  | V  | R  | P  | VG | OG | +/-  | B  | Pozice |
| 1993/94                      | Divize E                                   | 4      | 30 | 18 | 0  | 12 | 50 | 47 | +3   | 36 | 4.     |
| 1994/95                      | Divize E                                   | 4      | 30 | 12 | 7  | 11 | 39 | 37 | +2   | 43 | 7.     |
| 1995/96                      | Divize E                                   | 4      | 30 | 12 | 5  | 13 | 41 | 37 | +4   | 41 | 7.     |
| 1996/97                      | Divize E                                   | 4      | 30 | 11 | 5  | 14 | 38 | 48 | −10  | 38 | 10.    |
| 1997/98                      | Divize E                                   | 4      | 30 | 9  | 6  | 15 | 43 | 66 | −23  | 33 | 13.    |
| 1998/99                      | Divize E                                   | 4      | 30 | 11 | 10 | 9  | 44 | 40 | +4   | 43 | 7.     |
| 1999/00                      | Divize E                                   | 4      | 30 | 12 | 9  | 9  | 39 | 34 | +5   | 45 | 6.     |
| 2000/01                      | Divize E                                   | 4      | 30 | 17 | 5  | 8  | 51 | 33 | +18  | 56 | 3.     |
| 2001/02                      | Divize E                                   | 4      | 30 | 10 | 7  | 13 | 44 | 46 | −2   | 37 | 10.    |
| 2002/03                      | Divize E                                   | 4      | 30 | 12 | 3  | 15 | 52 | 51 | +1   | 39 | 10.    |
| 2003/04                      | Divize E                                   | 4      | 30 | 10 | 6  | 14 | 45 | 58 | −13  | 36 | 9.     |
| 2004/05                      | Divize E                                   | 4      | 30 | 9  | 9  | 12 | 41 | 48 | −7   | 36 | 10.    |
| 2005/06                      | Divize E                                   | 4      | 30 | 12 | 7  | 11 | 38 | 40 | −2   | 43 | 7.     |
| 2006/07                      | Divize E                                   | 4      | 30 | 8  | 8  | 14 | 36 | 44 | −8   | 32 | 13.    |
| 2007/08                      | Divize E                                   | 4      | 30 | 11 | 4  | 15 | 35 | 51 | −16  | 37 | 13.    |
| 2008/09                      | Divize E                                   | 4      | 30 | 13 | 3  | 14 | 39 | 50 | −11  | 42 | 6.     |
| 2009/10                      | Okresní přebor Bruntálska                  | 8      | 26 | 9  | 6  | 11 | 60 | 64 | −4   | 33 | 8.     |
| 2010/11                      | Okresní přebor Bruntálska                  | 8      | 26 | 21 | 3  | 2  | 79 | 30 | +49  | 66 | 1.     |
| 2011/12                      | I. B třída Moravskoslezského kraje – sk. A | 7      | 26 | 10 | 4  | 12 | 50 | 63 | −13  | 34 | 8.     |
| 2012/13                      | I. B třída Moravskoslezského kraje – sk. A | 7      | 26 | 10 | 2  | 14 | 48 | 45 | +3   | 32 | 10.    |
| 2013/14                      | I. B třída Moravskoslezského kraje – sk. A | 7      | 26 | 13 | 5  | 8  | 59 | 41 | +18  | 44 | 3.     |
| 2014/15                      | I. B třída Moravskoslezského kraje – sk. A | 7      | 26 | 12 | 7  | 7  | 56 | 47 | +9   | 43 | 4.     |
| 2015/16                      | I. B třída Moravskoslezského kraje – sk. A | 7      | 26 | 8  | 5  | 13 | 45 | 54 | −9   | 29 | 12.    |
| 2016/17                      | I. B třída Moravskoslezského kraje – sk. A | 7      | 26 | 9  | 4  | 13 | 45 | 55 | −10  | 31 | 9.     |
| 2017/18                      | I. B třída Moravskoslezského kraje – sk. A | 7      | 26 | 9  | 2  | 15 | 49 | 64 | −15  | 29 | 11.    |
| 2018/19                      | I. B třída Moravskoslezského kraje – sk. A | 7      | 26 | 7  | 5  | 14 | 50 | 78 | −28  | 26 | 11.    |
| 2019/20                      | I. B třída Moravskoslezského kraje – sk. A | 7      | 13 | 5  | 5  | 3  | 32 | 24 | +8   | 20 | 5.     |
| 2020/21                      | I. B třída Moravskoslezského kraje – sk. A | 7      | 9  | 0  | 0  | 9  | 8  | 34 | −26  | 0  | 14.    |
| 2021/22                      | I. B třída Moravskoslezského kraje – sk. A | 7      | 26 | 22 | 3  | 1  | 79 | 29 | +50  | 69 | 1.     |
| 2022/23                      | I. A třída Moravskoslezského kraje – sk. A | 6      | 26 | 8  | 5  | 13 | 38 | 68 | -10  | 29 | 10.    |
| 2023/24                      | I. A třída Moravskoslezského kraje – sk. A | 6      | 26 | 10 | 6  | 10 | 41 | 50 | +36  | 36 | 6.     |
| 2024/25                      | I. A třída Moravskoslezského kraje – sk. A | 6      | 26 | 17 | 4  | 3  | 59 | 19 | + 44 | 59 | 1.     |

Poznámky:
- 2019/20 a 2020/21: Tyto sezony byly předčasně ukončeny z důvodu pandemie covidu-19 v Česku.

## FK Město Albrechtice „B“
FK Město Albrechtice „B“ je rezervním týmem FK Město Albrechtice, hraje Okresní přebor Bruntálska (9. nejvyšší soutěž).
Stručný přehled
- 2005–2007: Okresní soutěž Bruntálska – sk. A
- 2007–2009: Okresní přebor Bruntálska
- 2009–2012: Okresní soutěž Bruntálska – sk. A
- 2012–2014: Okresní přebor Bruntálska
- 2014–2017: neaktivní
- 2017–2018: Okresní soutěž Bruntálska – sk. A
- 2018–2020: bez soutěže
- 2020–2021: Okresní přebor Bruntálska

Jednotlivé ročníky
Legenda: Z - zápasy, V - výhry, R - remízy, P - porážky, VG - vstřelené góly, OG - obdržené góly, +/- - rozdíl skóre, B - body, červené podbarvení - sestup, zelené podbarvení - postup, fialové podbarvení - reorganizace, změna skupiny či soutěže
| Česko (2005– )                                        |                                   |        |    |    |   |    |     |    |     |    |        |
| Sezóny                                                | Liga                              | Úroveň | Z  | V  | R | P  | VG  | OG | +/- | B  | Pozice |
| 2005/06                                               | Okresní soutěž Bruntálska – sk. A | 9      | 26 | 10 | 3 | 13 | 72  | 52 | +20 | 33 | 8.     |
| 2006/07                                               | Okresní soutěž Bruntálska – sk. A | 9      | 24 | 19 | 3 | 2  | 107 | 21 | +86 | 60 | 1.     |
| 2007/08                                               | Okresní přebor Bruntálska         | 8      | 26 | 15 | 6 | 5  | 56  | 38 | +18 | 51 | 2.     |
| 2008/09                                               | Okresní přebor Bruntálska         | 8      | 26 | 10 | 4 | 12 | 49  | 47 | +2  | 34 | 6.     |
| 2009/10                                               | Okresní soutěž Bruntálska – sk. A | 9      | 14 | 7  | 1 | 6  | 41  | 21 | +20 | 22 | 4.     |
| 2010/11                                               | Okresní soutěž Bruntálska – sk. A | 9      | 14 | 11 | 1 | 2  | 44  | 17 | +27 | 34 | 1.     |
| 2011/12                                               | Okresní soutěž Bruntálska – sk. A | 9      | 16 | 13 | 2 | 1  | 70  | 22 | +48 | 41 | 1.     |
| 2012/13                                               | Okresní přebor Bruntálska         | 8      | 26 | 14 | 5 | 7  | 83  | 43 | +40 | 47 | 6.     |
| 2013/14                                               | Okresní přebor Bruntálska         | 8      | 20 | 8  | 2 | 10 | 32  | 47 | -15 | 26 | 7.     |
| B mužtvo v letech 2014–2017 nevyvíjelo žádnou činnost |                                   |        |    |    |   |    |     |    |     |    |        |
| 2017/18                                               | Okresní soutěž Bruntálska – sk. A | 9      | 20 | 6  | 3 | 11 | 43  | 61 | -18 | 21 | 8.     |
| ...                                                   |                                   |        |    |    |   |    |     |    |     |    |        |
| 2020/21                                               | Okresní přebor Bruntálska         | 9      | 8  | 4  | 0 | 4  | 32  | 18 | +14 | 12 | 7.     |

Poznámky:
- 2020/21: Sezona byla předčasně ukončeny z důvodu pandemie covidu-19 v Česku.